# Anders Chydenius

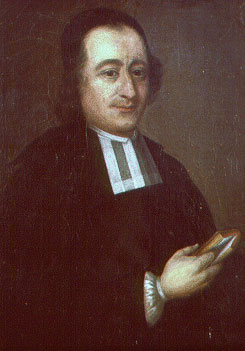
Anders Chydenius, Gemälde von Per Fjällström aus dem Jahr 1770, Nedervetil Kirche

Anders Chydenius (schwedisch [ˈandærs tɕyˈdeːniʉs], * 26. Februarjul. / 9. März 1729greg. in Sotkamo; † 1. Februar 1803 in Kaarlela (heute Ortsteil von Kokkola)) war ein finnischer Pfarrer, Politiker, Ökonom und Philosoph des klassischen Liberalismus, der die Ideen der Aufklärung verbreitete.

## Leben
Chydenius studierte an der Akademie zu Turku und erwarb 1754 den Magistergrad. Von 1753 bis 1770 arbeitete er als Kaplan in Nedervetil (heute Ortsteil von Kronoby, Österbotten), anschließend bis zu seinem Tod als Hauptpastor (kyrkoherde) an der Kirche von Kaarlela.  Im Jahr 1765 besorgte Chydenius für mehrere Küstenstädte Finnlands die Außenhandelsrechte, wodurch er vor allem für die Stadt Kokkola sehr bedeutend wurde. 
Als Mitglied des Pfarrerstandes im  Schwedischen Reichstag 1765/66 setzte er sich erfolgreich für die Einführung des Gesetzes über die Pressefreiheit (Tryckfrihetsförordning) ein, das die Zensur stoppte und die Informationstransparenz (schwedisch: offentlighetsprincipen) in schwedischen Verwaltungen einführte. Auf dem Reichstag von 1779 setzte er die Verabschiedung einer Resolution zugunsten der Religionsfreiheit durch, die König Gustav III. als Grundlage für sein Gesetz über die Religionsfreiheit für fremde Bekenntnisse im Jahr 1781 diente.

## Ehrungen
In der Stadt Kokkola wurde der Chydenius-Park nach ihm benannt, in dem ebenfalls eine Büste von ihm steht. Chydenius ist auf den finnischen 1000-Mark-Banknoten abgebildet, die von 1986 bis zur Einführung des Euro-Bargeldes 2002 ausgegeben wurden. 2003 gab Finnland eine 10-Euro-Sondermünze zum Gedenken an Anders Chydenius heraus.

## Schriften (Auswahl)
- Americanska näfwerbåtar. Åbo 26. Mai 1753 (online) – Dissertation unter Pehr Kalm.